# 마르크스주의 국제 관계 이론
마르크스주의와 네오마르크스주의 국제 관계 이론은 국가와 조직의 분쟁에 관한 현실주의, 자유주의의 관점을 거부하는 대신 경제과 자원의 관점에서 바라보는 시각을 말한다. 이 관점은 경제가 다른 관점보다 더 앞서는지 설명하려 하며 이에 수반된 관점으로서 계층 상승의 개념을 가져온다.

## 같이 보기
- 국제관계론